# یوزاس ژوکاوسکاس
یوزاس ژوکاوسکاس (لیتوانیایی: Juozas Žukauskas) بازیکن فوتبال اهل لیتوانی بود.
وی همچنین در تیم ملی فوتبال لیتوانی بازی کرده‌است.